# 확인행위
확인 행위란 특정의 사실 또는 법률관계에 관하여 의문 또는 다툼이 있는 경우, 행정청이 공권적 입장에서 그 존부, 정부 등을 판단하는 행위로서 법원의 판단과 그 성질이 비슷하다. 실정법상 재결, 결정, 인정, 검정, 특허 등의 용어가 사용되고 있다.

## 성질
1. 확인행위란 특정한 사실관계 또는 법률관계 존부 여부를 유권적으로 확정하는 판단의 표시이므로 준사법행위의 성질을 갖는다.
2. 확인은 판단작용이기 때문에 일정한 사실관계 또는 법률관계가 존재하거나 정당하다고 판단되는 경우에는 반드시 확인을 해야 하므로 기속행위 내지 기속재량행위이며 부관을 붙일 수 없다.

## 형식
확인은 항상 구체적 처분 형식으로 이루어지며, 법령에 의한 일반적인 확인은 있을 수 없다.